# Castillo de Atarés
El castillo de Santo Domingo de Atarés o, sencillamente, castillo de Atarés, es una fortaleza militar que forma parte del sistema defensivo de La Habana (Cuba), construido por los colonos españoles para proteger la ciudad. Desde su construcción el castillo ha sido utilizado como fortaleza militar, sede de la guardia presidencial, prisión y unidad militar.Fortaleza española de La Habana que en la actualidad se encuentra abierta al público y ha sido convertida en museo.
| Castillo de Atarés                 | Castillo de Atarés |
| ---------------------------------- | ------------------ |
| Obra Arquitectónica \| (Fortaleza) |                    |
| Vista aérea del Castillo de Atarés |                    |
| Descripción                        |                    |
| Tipo:                              | Fortaleza          |
| Localización:                      | La Habana, Cuba    |
| Uso inicial:                       | Fortaleza militar  |
| Uso actual:                        | Unidad militar     |
| Datos de su construcción           |                    |
| Inicio:                            | 1763               |
| Término:                           | 1767               |
| Otros datos                        |                    |
| Arquitecto(s):                     | Silvestre Abarca   |

## Historia
Cuando España recuperó La Habana tras once meses de ocupación inglesa, decidió convertir a la ciudad en una plaza inexpugnable. Para ello se construyó la fortaleza de La Cabaña, en la zona este del canal de la bahía de La Habana y dos castillos más que venían a completar en forma de triángulo el sistema defensivo, entre ellos el castillo de Atarés.
El Castillo de Santo Domingo de Atarés debe su nombre al entonces gobernador de la Isla, Domingo Gayoso de los Cobos, conde de Ricla. Su construcción estuvo bajo la dirección del ingeniero Silvestre Abarca y la intervención del ingeniero belga Agustín Crame.
Siendo provincia española, fue usado como fortaleza militar pero nunca llegó a entrar en combate. Al inaugurarse la república de Cuba continuó teniendo funciones militares y en sus instalaciones radicaron los cuarteles de la guardia presidencial. Durante la dictadura del general Gerardo Machado alcanzó triste celebridad por los asesinatos de opositores que se llevaron a cabo en ese lugar.
El 9 de noviembre de 1933 fue ocupado por elementos desafectos al gobierno provisional de Ramón Grau San Martín y bombardeado por mar y tierra por fuerzas del ejército y la Marina de Guerra de Cuba.

## Descripción
El castillo tiene aproximadamente la forma de un hexágono irregular, sin baluartes y coronado en sus vértices por garitas también de forma hexagonal, lo cual se corresponde plenamente con las formas que se empleaban en el siglo XVIII en este tipo de construcciones. Posee además una pequeña plaza de armas central, la cual se encuentra rodeada por varias construcciones, seis bóvedas a prueba de bombas entonces, para el alojamiento de los soldados, los almacenes de víveres y pertrechos, armería y otros servicios propios de la instalación.
Desde su construcción el castillo ha sido utilizado como fortaleza militar, sede de la guardia presidencial, prisión y unidad militar y actualmente museo. Su arquitectura es la típica de las construcciones de la época: rodeado por un foso perimetral y edificado con el empleo de los llamados bloques de cantería.
Vista panorámica del Castillo de Atarés
La planta del castillo tiene aproximadamente la forma de un hexágono irregular, sin baluartes y coronado en sus vértices por garitas también de forma hexagonal, lo cual se corresponde plenamente con las formas que se empleaban en el siglo XVIII en este tipo de construcciones.
Un camino cubierto por frondosos árboles, terraplenado, cortado por seis traveses distribuidos en la cercanía de los vértices, para el tiro en enfilada, permite la entrada y desplazamiento en la fortaleza.
Posee además una pequeña plaza de armas central, la cual se encuentra rodeada por varias construcciones, seis bóvedas a prueba de bombas entonces, para el alojamiento de los soldados, los almacenes de víveres y pertrechos, armería y otros servicios propios de la instalación.
En sus azoteas fueron construidas las plataformas para el emplazamiento de la artillería pesada, compuesta por veintiún cañones de a veinticuatro montados y cestones.
Para llegar al castillo en aquella época había que ascender por una falda áspera y preparada por los constructores para que fuese realmente imposible de escalar por un enemigo que intentase asediarla por tierra o por mar. Las naves podían acercarse al sitio pero difícilmente al castillo.